# 裴坦
裴坦（？—874年6月25日），字知進。河东闻喜（今山西闻喜县）人。
隋代营州都督裴世節裔孙。大和八年（834年）進士，置宣州观察府，召拜左拾遗、史馆修撰，历楚州刺史。宰相裴休认为裴坦無才。令狐綯荐为职方郎中知制诰。咸通五年左古，曾官諫議大夫。进礼部侍郎，拜江西观察史、华州刺史。生性簡儉，其長子娶楊收之女，婚禮奢华，齎具多以金玉装饰，裴坦命撤去曰: “乱我家法。”咸通十二年（871年）任山南东道节度使，建有聞喜亭。乾符元年（874年）官至中书侍郎、同中书门下平章事。卒於任上。
四子：裴質字殷敬，裴勛字思弘，裴賝字延實，裴購字昌言。

## 延伸阅读
[在维基数据编辑]
 在维基文库阅读此作者作品
 《新唐書·卷182》，出自《新唐書》